# Adam Morrison
Adam John Morrison (Glendive, Montana; 19 de julio de 1984) es un exjugador de baloncesto estadounidense que disputó 4 temporadas en la NBA y una más en Europa. Con 2,03 metros de altura, jugaba en la posición de alero.

## Carrera

### Instituto
El padre de Adam Morrison, fue entrenador de baloncesto, y su familia tuvo que estar mudándose con él durante su carrera como técnico. Estuvo en Casper College de Casper, Wyoming, en la Universidad Dakota Wesleyan en Mitchell, Dakota del Sur y en Dawson Community College en Glendive, Montana. Cuando Adam estaba en 4º grado, su padre dejó de entrenar y la familia se mudó a Spokane, Washington. En octavo, Adam perdió 14 kilos y en uno de los campus de básquet de Gonzaga se sintió enfermo. En palabras suyas, no podía hacer nada. Morrison estaba en lo correcto, después de esto, le diagnosticaron diabetes tipo 1. Morrison encajó su diagnóstico de manera muy optimista y positiva, lo cual le ayudó mucho. Su enfermedad no supuso ningún tipo de impedimento en su camino por convertirse en una estrella en el mundo del baloncesto, y ya empezaba a dar señas de ello en el Instituto Mead, en Spokane.
En su temporada sénior, batió los récords de anotación tanto en una campaña como en la historia total del instituto, liderándolos, además, a la final estatal. A pesar de jugar la final con hipoglucemia fue capaz de anotar 37 puntos que no valieron para dar la victoria a su equipo. Esa fue la única derrota de Mead en la temporada. Desde el final de su temporada júnior ya estaba apalabrado con la Universidad de Gonzaga.

### Universidad
Morrison llegó a la Universidad de Gonzaga en 2003, aquella temporada (2003-04) con los Bulldogs fue incluido en el Mejor Quinteto Freshman de la West Coast Conference.
Como sophomore mejoró, sus prestaciones. Del quinteto freshman pasó al quinteto de la WCC, además de la honorable mención All-American. Todo esto, merced a sus 19 puntos, 5,5 rebotes y 2,8 asistencias por encuentro. Sin embargo, el equipo no pudo llegar más lejos en la NCAA, cayeron en 2.ª ronda ante la Universidad de Texas Tech.
Su año júnior fue la consagración. En los dos primeros partidos de Gonzaga en el Maui Invitational, uno de los torneos universitarios más prestigiosos que se disputa en pretemporada. En 1.ª ronda, Morrison anotó 25 puntos frente a Maryland. En semifinales les hizo 43 puntos a Michigan State. En la final perdieron 65-63 frente a UConn y Adam se llevó el MVP.
En liga regular hizo 13 partidos de 30 o más puntos, con 5 encuentros por encima de los 40. El 18 de febrero Morrison cuajó su mejor partido en anotación, haciendo 44 puntos a Loyola Marymount Lions con 37 en la 2.ª parte. 
Tuvo un promedio de 28,1 puntos (1º), 5,5 rebotes y 1,8 asistencias por partido. Pero el mayor varapalo lo sufrió en el torneo NCAA, donde cayeron en semifinales en el cuadro de Oakland, después de desperdiciar una ventaja de 17 puntos ante UCLA en un encuentro que pasará a la historia de la Universidad. Con 3:26 para el final, Gonzaga vencía de 9 puntos.
Adam Morrison se llevó, junto con su amigo J.J. Redick, el trofeo Oscar Robertson Trophy al Jugador del Año, además de llevarse otro galardón similar patrocinado por Chevrolet. Fue finalista del Premio Naismith y del Premio John R. Wooden, ambos conseguidos por J.J. Reddick. Era el momento de dar el salto a la NBA.

#### Estadísticas
| Año     | Equipo  | PJ | PT | MPP  | %TC  | %3P  | %TL  | RPP | APP | ROB | TPP | PPP  |
| ------- | ------- | -- | -- | ---- | ---- | ---- | ---- | --- | --- | --- | --- | ---- |
| 2003–04 | Gonzaga | 31 | 1  | 20.8 | .531 | .304 | .726 | 4.3 | 1.4 | .4  | .3  | 11.4 |
| 2004–05 | Gonzaga | 31 | 29 | 34.3 | .499 | .311 | .758 | 5.5 | 2.8 | .6  | .5  | 19.0 |
| 2005–06 | Gonzaga | 33 | 32 | 36.5 | .496 | .428 | .772 | 5.5 | 1.7 | 1.1 | .3  | 28.1 |
| Total   | Total   | 95 | 62 | 30.6 | .503 | .368 | .761 | 5.1 | 2.0 | .7  | .4  | 19.7 |

### Profesional

#### NBA
Morrison fue elegido por Charlotte Bobcats en el puesto 3 del draft de 2006, por detrás de Andrea Bargnani (Toronto Raptors) y de LaMarcus Aldridge (Chicago Bulls). El 6 de julio de 2006, los Bobcats firmaron un contrato de 2 años a Morrison. El 1 de noviembre de 2006 hizo su debut en la liga frente a Indiana Pacers firmando 14 puntos, 3 rebotes y 2 asistencias. Su tope en puntos lo consiguió el 30 de diciembre de 2006 con 30 frente a los Pacers.
La temporada de Morrison fue de más a menos, empezó el primer mes de competición promediando 15.3 puntos (con malos porcentajes, eso fue la tónica de la temporada), 2.9 rebotes y 2.1 asistencias y llevándose el premio de rookie del mes. En diciembre, enero y febrero se mantuvo en torno a los 12 puntos, pero poco a poco perdiendo protagonismo en detrimento de Walter Herrmann. Acabó su año rookie con 11.8 puntos, 2.9 rebotes y 2.1 asistencias. Fue incluido en el 2º quinteto y participó en el Rookie Challenge del All Star 2007 en Las Vegas.
El 21 de octubre de 2007, se anunció que sufría una lesión en el ligamento cruzado anterior de la rodilla, que debía operarse, perdiéndose toda la temporada 2007-08.
Tras un año en blanco, comenzó la temporada con los Bobcats, disputando 44 antes de ser traspasado junto con Shannon Brown a Los Angeles Lakers a cambio de Vladimir Radmanović el 7 de febrero de 2009. Allí ganó dos campeonatos consecutivos (2009 y 2010), aunque con una participación muy limitada. Al término de su segunda temporada en Los Ángeles (la cuarta como profesional), fue cortado.

#### Europa
En septiembre de 2011, firma con el KK Crvena zvezda, disputando 8 encuentros antes de rescindir su contrato en noviembre de 2011. Promedió 15,5 puntos, siendo uno de los mejores de la Liga adriática 2011–12.
En enero de 2012, firma con el Beşiktaş Milangaz turco, pero deja el equipo en abril, por la carencia de minutos.

### Selección nacional
Morrison acumuló 4 internacionalidades con equipos júnior de la USA Basketball, pero no debutó con la absoluta. Fue seleccionado para la preparación del Mundial de Japón 2006, pero fue uno de los descartes del equipo.

## Estadísticas de su carrera en la NBA
|  | Denota temporada en la que fue Campeón de la NBA |

### Temporada regular
| Año     | Equipo      | PJ  | PT | MPP  | %TC  | %3P  | %TL  | RPP | APP | ROB | TPP | PPP  |
| ------- | ----------- | --- | -- | ---- | ---- | ---- | ---- | --- | --- | --- | --- | ---- |
| 2006-07 | Charlotte   | 78  | 23 | 29.8 | .376 | .337 | .710 | 2.9 | 2.1 | .4  | .1  | 11.8 |
| 2008-09 | Charlotte   | 44  | 5  | 15.2 | .360 | .337 | .762 | 1.6 | .9  | .2  | .1  | 4.5  |
| 2008-09 | L.A. Lakers | 8   | 0  | 5.5  | .333 | .250 | .500 | 1.0 | .4  | .0  | .0  | 1.3  |
| 2009-10 | L.A. Lakers | 31  | 0  | 7.8  | .376 | .238 | .625 | 1.0 | .6  | .1  | .1  | 2.4  |
| Total   | Total       | 161 | 28 | 20.4 | .373 | .331 | .710 | 2.1 | 1.4 | .2  | .1  | 7.5  |

## Vida personal

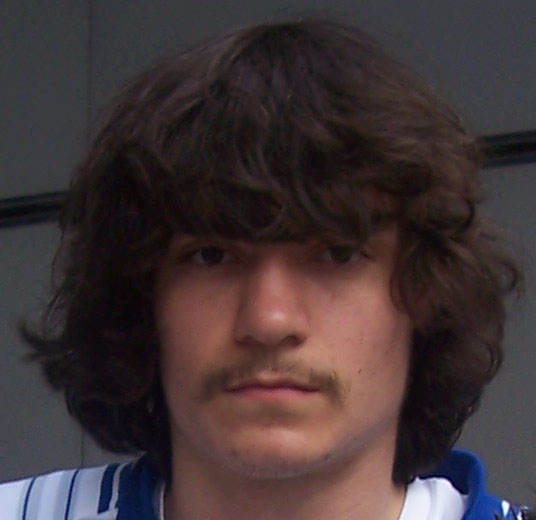
Adam Morrison en 2006.

Adam padece diabetes tipo 1, que provoca el cese de la producción de insulina en el cuerpo. Es una disfunción del sistema inmunológico que desactiva las células beta del páncreas, las productoras de insulina; la hormona que ayuda a convertir la glucosa en energía.
El bigote de Morrison tiene su origen en una apuesta con su antiguo compañero de Gonzaga, David Pendergraft. Desde entonces, ese bigote forma parte de su imagen, y es el origen de su apodo "The Stache".
Actualmente vive en Spokan, Washington, con su novia y sus tres hijos. No es religioso, por lo que no cree en el matrimonio.